# Pogonioefferia pilosus
Pogonioefferia pilosus là một loài ruồi trong họ Asilidae. Pogonioefferia pilosus được Hine miêu tả năm 1919. Loài này phân bố ở vùng Tân Bắc giới.